# Figlia di... Summer Tour 2021
Figlia di... Summer Tour 2021 è il diciassettesimo tour ufficiale della cantautrice italiana Loredana Bertè.
Si tratta della prima tournée dell'artista dopo lo stop nel 2020 dovuto alla Pandemia di COVID-19 in Italia.
Il titolo della tournée si rifà al singolo Figlia di..., presentato in esclusiva nel marzo precedente sul palco del Festival di Sanremo 2021 e certificato disco d'oro a pochi giorni dall'inizio del tour.

## Date
| Date              | Città                 | Luogo                              | Biglietti venduti/capacità* | Percentuale |
| ----------------- | --------------------- | ---------------------------------- | --------------------------- | ----------- |
| 23 luglio 2021    | Cervignano del Friuli | Parco Europa                       | 200/200                     | 100%        |
| 30 luglio 2021    | Cosenza               | Arena Rendano                      | 800/800                     | 100%        |
| 7 agosto 2021     | Catania               | Villa Bellini                      | 1000/1000                   | 100%        |
| 13 agosto 2021    | Cervignano del Friuli | Parco Europa                       | 1200/1200                   | 100%        |
| 18 agosto 2021    | Genova                | Arena del Mare (Area Porto Antico) |                             |             |
| 23 agosto 2021    | Follonica             | Parco Centrale                     |                             |             |
| 27 agosto 2021    | Este                  | Arena Castello Carrarese           |                             |             |
| 5 settembre 2021  | Todi                  | Piazza del Popolo                  |                             |             |
| 8 settembre 2021  | Pisa                  | Piazza dei Cavalieri               |                             |             |
| 18 settembre 2021 | Locarno               | Palazzo Fevi                       | /3000                       |             |

*Tutte le capienze sono considerate tenendo conto della capienza ridotta in ottemperanza delle norme governative vigenti nei mesi estivi 2021 per il contenimento della Pandemia Covid-19, con una capienza non superiore al 30/50% del totale se all'aperto e non superiore al 25/30% se al chiuso.

## Concerti rinviati o annullati
Il concerto del 23 luglio 2021 a Cervignano del Friuli venne rinviato al 13 agosto 2021 per problemi di salute dell'artista, sottoposta ad un intervento nei giorni immediatamente precedenti alla prima data.
Molti dei concerti toccano città già previste nel tour annullato del 2020.